# Quadruplex-telegraaf
De quadruplex-telegraaf is een type elektrische telegraaf waarmee onafhankelijk van elkaar vier aparte berichten tegelijkertijd verstuurd kunnen worden over een enkele telegrafielijn (twee berichten in iedere richting). Het was de Amerikaanse uitvinder Thomas Edison die deze technologische doorbraak uitvond en de rechten ervan in 1874 verkocht aan Western Union voor het bedrag van $10.000.

## Geschiedenis
In 1853 had de Oostenrijker Julius Wilhelm Gintl reeds het probleem opgelost om gelijktijdig twee telegrafieberichten in tegengestelde richting te versturen over dezelfde lijn. Het zou echter tot 1871 duren totdat de Amerikaan Joseph B. Stearns deze techniek zover had verbeterd dat de "duplex telegraaf" commercieel levensvatbaar was. 
Door de enorme groei waren telegrafiebedrijven in de Verenigde Staten dringend op zoek naar methoden om de capaciteit van hun bestaande netwerk te vergroten. Dankzij deze duplex telegraaf verdubbelde de capaciteit, waarmee de aanleg van nog meer dure lijnen werd voorkomen. Binnen twee jaar na de introductie gebruikten alle bedrijven de duplex telegraaf op hun drukste lijnen in de grotere steden.

## Thomas Edison
Rond die tijd was ook Edison al een aantal jaren met telegrafie bezig, met name aan een methode om twee morseberichten gelijktijdig in dezelfde richting te versturen, de "diplex-telegraaf". Dit bereikte hij door bij het ene bericht de signaalsterkte te variëren, terwijl bij het andere bericht de polariteit van het signaal werd gevarieerd.
In 1872 werd hem door Western Union gevraagd om een verbeterde versie van de duplex-telegraaf uit te vinden en te patenteren, "als verzekering tegen andere partijen die er gebruik van willen maken". Hij besefte dat hij vier berichten gelijktijdig kon versturen door de duplex-telegraaf te combineren met zijn diplex-telegraaf. Veel technieken die Edison had bedacht om deze uitvinding te realiseren zou hij later hergebruiken bij de (verdere) ontwikkeling van de telefonie.